# 孫海觀
孫海觀，甘肃平凉人，清朝政治人物。拔贡出身。

## 生平
嘉庆十九年（1814年），擔任清朝廣州府新安縣知縣。后由吳廷揚接任。